# Нейчурал-Степс (Арканзас)
Нейчурал-Степс (англ. Natural Steps) — переписна місцевість (CDP) в США, в окрузі Пуласкі штату Арканзас. Населення — 413 особи (2020).

## Географія
Нейчурал-Степс розташований за координатами 34°52′18″ пн. ш. 92°29′47″ зх. д. / 34.87167° пн. ш. 92.49639° зх. д. (34.871535, -92.496281).  За даними Бюро перепису населення США в 2010 році переписна місцевість мала площу 9,29 км², з яких 7,21 км² — суходіл та 2,07 км² — водойми.

## Демографія
Згідно з переписом 2010 року, у переписній місцевості мешкало 426 осіб у 167 домогосподарствах у складі 131 родини. Густота населення становила 46 осіб/км².  Було 178 помешкань (19/км²). 
Расовий склад населення:
| - 94,1 % — білих - 3,8 % — чорних або афроамериканців - 0,7 % — корінних американців - 0,5 % — азіатів |

До двох чи більше рас належало 0,5 %. Іспаномовні складали 1,4 % від усіх жителів.
За віковим діапазоном населення розподілялося таким чином: 19,5 % — особи молодші 18 років, 63,8 % — особи у віці 18—64 років, 16,7 % — особи у віці 65 років та старші. Медіана віку мешканця становила 50,9 року. На 100 осіб жіночої статі у переписній місцевості припадало 96,3 чоловіків;  на 100 жінок у віці від 18 років та старших — 100,6 чоловіків також старших 18 років.
Середній дохід на одне домашнє господарство  становив 73 763 долари США (медіана — 58 854), а середній дохід на одну сім'ю — 76 432 долари (медіана — 58 542). За межею бідності перебувало 3,0 % осіб, у тому числі 0,0 % дітей у віці до 18 років та 0,0 % осіб у віці 65 років та старших.
Цивільне працевлаштоване населення становило 160 осіб. Основні галузі зайнятості: транспорт — 31,9 %, освіта, охорона здоров'я та соціальна допомога — 20,6 %, виробництво — 11,9 %, будівництво — 10,0 %.